# Káto Zachloroú
Káto Zachloroú (grec moderne : Κάτω Ζαχλωρού) est une localité située dans le dème de Kalávryta, dans le district régional d'Achaïe, dans la périphérie de Grèce-Occidentale, en Grèce.
Selon le recensement de 2021, elle compte 44 habitants.
Il n'y passe aucune route, seulement la pittoresque ligne de chemin de fer à crémaillère de Diakoftó à Kalávryta.